# Kruipend moerasscherm
Kruipend moerasscherm (Apium repens, synoniem: Helosciadium repens) is een overblijvende plant uit de schermbloemenfamilie en staat op de Nederlandse Rode Lijst planten als zeer zeldzaam en zeer sterk afgenomen. Het is ingevolge de Nederlandse Wet natuurbescherming uit 2015 een bedreigde habitatrichtlijnsoort waarvoor ten minste drie actieve beschermingsmaatregelen nodig zijn.

## Voorkomen
De soort komt van nature voor in Europa en Noordwest-Afrika. Als gevolg van biotoopverlies en ongunstig beheer is ze op Europese schaal ernstig achteruitgegaan. In Nederland werd kruipend moerasscherm rond 1960 in het geheel niet meer waargenomen, maar sinds de jaren 1980 is ze weer op meerdere plaatsen, vooral na natuurbeheerwerkzaamheden, als pioniersvegetatie in meestal kleine populaties gevonden. In wekelijks zeer kort gemaaide gras gazons in het Vrijbroekpark in het Belgische Mechelen komt een van de grootste populaties van Europa voor, men telde er in 2018 enkele honderdduizenden exemplaren.

## Beschrijving
De plant heeft dunne, kruipende stengels, die op de knopen wortelen en wordt 10-30 cm hoog. De gezaagde of gelobde blaadjes van de enkel geveerde, 3-10 cm lange bladeren zijn eirond tot rondachtig en 2-10 mm lang. De bladschede is klein en bijna niet vliezig gerand.
Kruipend moerasscherm bloeit van juni tot in oktober met witte bloempjes, die gerangschikt zijn in lang gesteelde schermen. De schermen bestaan uit 3-6 stralen. Er zijn drie tot zeven omwindselbladen en vijf of zes omwindselblaadjes.
De vrucht is een ongeveer 1 mm lang, op het vooraanzicht ronde, tweedelige splitvrucht met slanke, weinig uitstekende ribben.

## Habitat
De plant komt voor op in de winter overstromende weilanden en langs kreken en beken. Ook komt ze voor in duinvalleien. Ze heeft veel licht nodig en kan zich niet handhaven in een dichte zode. Betreding door met name runderen en jaarlijkse inundatie kan zorgen voor gunstige omstandigheden. Na werkzaamheden zoals het afgraven van de voedselrijke toplaag aan oevers kan zaad dat tientallen jaren in de bodem heeft gerust tot ontkieming komen. Of zo opnieuw ontstane populaties zich weten te handhaven hangt af van de wijze van beheer.